# فرودگاه هوستن فرت بند
فرودگاه هوستن فرت بند (به انگلیسی: Houston Fort Bend Airport) یک فرودگاه همگانی است که یک باند فرود چمن دارد و طول باند آن ۱۳۴۱ متر است. این فرودگاه در شهر بیزلی، تگزاس کشور ایالات متحده آمریکا قرار دارد و در ارتفاع ۳۲ متری از سطح دریا واقع شده‌است.